# Novoselivka, Sloveanoserbsk
Novoselivka (în ucraineană Новоселівка) este un sat în comuna Jovte din raionul Sloveanoserbsk, regiunea Luhansk, Ucraina.

## Demografie
Componența lingvistică a localității Novoselivka
     Ucraineană (61,11%)
     Rusă (38,89%)
Conform recensământului din 2001, majoritatea populației localității Novoselivka era vorbitoare de ucraineană (61,11%), existând în minoritate și vorbitori de rusă (38,89%).